# 제5비행연대 (핀란드)
제5비행연대(핀란드어: Lentorykmentti 5; LeR 5)는 제2차 세계 대전 당시 핀란드 공군의 폭격기-전투기 혼성연대이다. 해군본부에 딸려 있던 제6비행대대를 중심으로 하여 1942년 편성되었으며 주로 대잠전, 해양순찰을 수행했다.
계속전쟁 및 라플란드 전쟁 때 핀란드 남부와 핀란드만 서해안 영공을 담당했다.

## 전투서열
- 제6비행대대 (LLv.6) - 폭격기
- 제30비행대대 (LLv.30) - 전투기

종전 이후
- 제31비행대대 (LLv.31) - 전투기
- 제33비행대대 (LLv.33) - 전투기

## 참고 자료
- Keskinen, Kalevi and Stenman, Kari: Finnish Air Force 1939-1945, Squadron/Signal publications, Carrolton, Texas, 1998, ISBN 0-89747-387-6